# Carl Wilhelm Silfverberg
Carl Wilhelm Silfverberg född 1810, död 1885, var en svensk balettdansare. Han var verksam i Kungliga Baletten i Stockholm och räknades bland de mest framstående dansarna under sin tid där.  
Han blev elev vid kungliga baletten 1831, sekund-dansör 1833, figurant 1837 och premiärdansör 1837-40. Under 1830-talet nämns han bland de främsta manliga medlemmarna av Kungliga Baletten jämsides med Vilhelm Pettersson och Per Christian Johansson.